# Megadendromus nikolausi
Megadendromus nikolausi is een knaagdier uit de onderfamilie der boommuizen (Dendromurinae) dat voorkomt in de bergen van Ethiopië. Dit dier, dat uitsluitend gevonden is op 3000 tot 3800 m hoogte op de berg Chilalo en in het Balegebergte, is de enige soort van het geslacht Megadendromus. Er zijn nog geen tien exemplaren bekend.

## Kenmerken
Megadendromus nikolausi lijkt op een reusachtige Dendromus, maar verschilt op veel punten van dat geslacht. De achtervoeten en de staart zijn relatief kort, de oren juist zeer groot. De bovenkant van het lichaam is bruin, met een 3 mm brede streep op het midden van de rug, de onderkant lichtbruin, met een geleidelijke overgang via de flanken. De kop en de schouders zijn roodbruin. De haren op de voeten zijn zilvergrijs. De staart is dicht behaard. De kop-romplengte bedraagt 117 tot 129 mm, de staartlengte 92 tot 106 mm, de achtervoetlengte 24 tot 25 mm (s.u.), de oorlengte 23 tot 26 mm, het gewicht 49 tot 66 g en de schedellengte 30,3 mm.